# Georges Van Den Bossche
Georgius Josephus (Georges) Van Den Bossche (Gent, 15 juli 1892 - aldaar, 16 mei 1966) was een Belgische roeier.

## Loopbaan
Van Den Bossche werd in 1910 zowel Belgisch als Europees kampioen met de acht van zijn club Sport Nautique de Gand. In 1912 haalde hij op de Europese kampioenschappen een zilveren medaille op de vier met stuurman. Hij nam met zijn club ook deel aan de Olympische Spelen van 1912. Ze werden uitgeschakeld in de kwartfinale.
In 1920 veroverde hij samen met zijn broer Oscar een bronzen medaille op de Europese kampioenschappen in Maçon op de twee met stuurman. Later dat jaar werden ze op de  Olympische Spelen in Antwerpen uitgeschakeld in de eerste ronde.

## Palmares

### twee met stuurman
- 1920:  EK in Maçon
- 1920: 2e in eerste ronde OS in Antwerpen

### vier met stuurman
- 1912:  EK in Genève
- 1912: 2e in ¼ e fin. OS in Stockholm

### acht
- 1910:  BK
- 1910:  EK in Oostende
- 1912:  BK
- 1919:  BK